# Szent László-templom (Angyalföld)
A Béke téri Szent templom Angyalföld legrégibb plébániatemploma. 1929-ben adták át és máig fontos szerepet játszik a városrész vallási életében. A neogótikus stílusban épült templom a XIII. kerület egyik központi helyén, a kerületi városháza szomszédságában áll, parkkal körülvett területen, ahol minden irányból jól érvényesül az épület homlokzata.

## Története
1910-ben az akkor még a terézvárosi plébániához tartozó területen templomépítő egyesület alakult. 1912-ben megvették a Szent László u. 26. számú házat, és ennek üveggel fedett udvarán rendezték be az ideiglenes kápolnát. 1916-ban az önálló lelkészség szerveződött, majd 1919-ben a lelkészség elnyerte a plébániai rangot. Területén 1923-ra három új egyházközség alakult.
1928-ban telket kaptak templom és paplak építésére, és még ebben az évben elkezdték az építkezést. A Hallmann Pál vezetésével folyó munkálatok gyorsan haladtak, az alapkövet decemberben helyezte el Serédi Jusztinián bíboros, és ugyanő szentelte fel a templomot 1929. november 10-én, mikor az elkészült.
A tőzeges talajon a fal egy része süllyedni kezdett, ezért a templomot betonoszlopokkal kellett stabilizálni, és a padlót is ki kellett javítani.
1939-ben a régi kápolnát kultúrházzá alakították.

## A templom épülete
A 633 négyzetméteres templom latin kereszt alakú, háromhajós neogótikus épület, félköríves apszissal. A bejárat felett emelkedő főtoronyhoz oldalról két kisebb torony kapcsolódik, valamint a fő- és kereszthajó metszéspontjában huszártorony is épült.
A templom belsejét három 1939-1942 között készült szárnyas oltár díszíti, Molnár C. Pál alkotásai. A főoltár képei Szent László életéből vett jeleneteket ábrázolnak. Bal oldali harmadában négy képen látható a király születése, a leányrabló kun üldözése és a leány megmentése, László csatája a kun Ákossal, valamint a Tordai-hasadék keletkezésének legendája. Az oltár jobb oldalának képein Salamon elleni háborúját, a váradi püspökség megalapítását, egyik csodatételét és halálát festette meg Molnár C. Pál. A középső nagy képen keresztes háború vezetésére kérik fel Lászlót, amire a király halála miatt nem került sor.
A bal oldali mellékoltár a Jézus Szíve oltár, míg a jobb oldali a Rózsafüzér királynőjének oltára.
1942-ben készítette el a Rieger Magyar Királyi Orgonagyár a templom a három manuálos, 33 regiszteres, összesen 2141 sípos elektro-pneumatikus orgonáját. Az orgonának sajátos hangzást kölcsönöz, hogy - az éppen dúló második világháború alatt jelentkező ónhiány miatt - az ónt cinkkel helyettesítették az alapanyagában.
A háború alatti bombázásban a templom és az orgona is súlyosan megsérült. Utóbbi helyreállítására 1945-ben átmeneti lépéseket tettek, átfogó felújításra sokáig nem volt pénz. Végül a járóasztalt és egyes sípokat is le kellett cserélni, az 1991-es felújítás kissé átrendezte a karzatot, több helyet hagyva a kórusnak is.

## Templomi rendezvények
- Misék, amiből havonta egyszer gitáros.
- A hívők különböző csoportjai, például két énekkar is működik a plébánia keretein belül.
- Búcsút június 27-e környékén, egy előtte vagy utána következő vasárnap.[3]

A plébánia körülbelül 3 havonta jelenteti meg BékeHír című újságját.

## Képtár

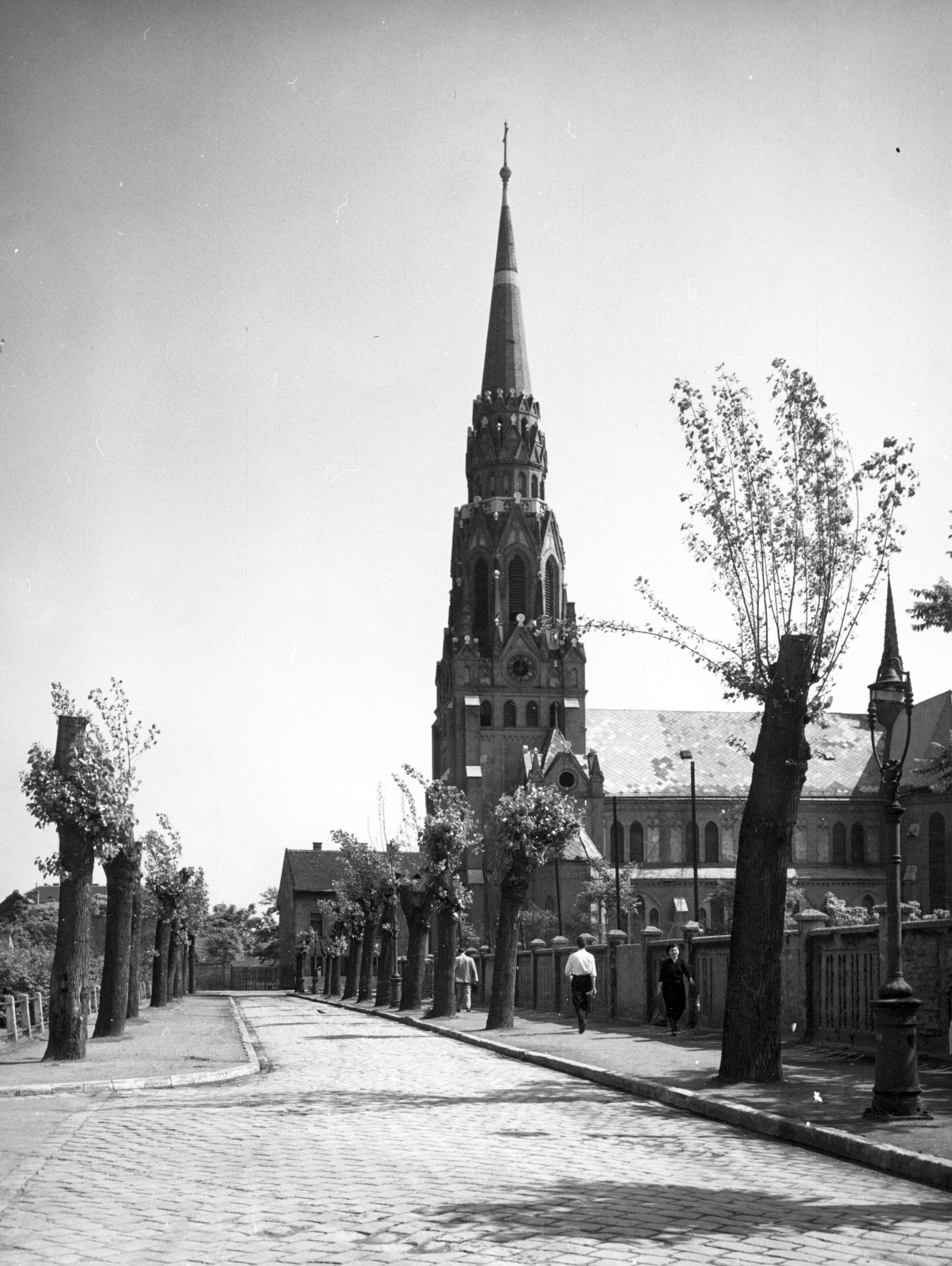
A templom egy 1950-es évekből származó fényképen
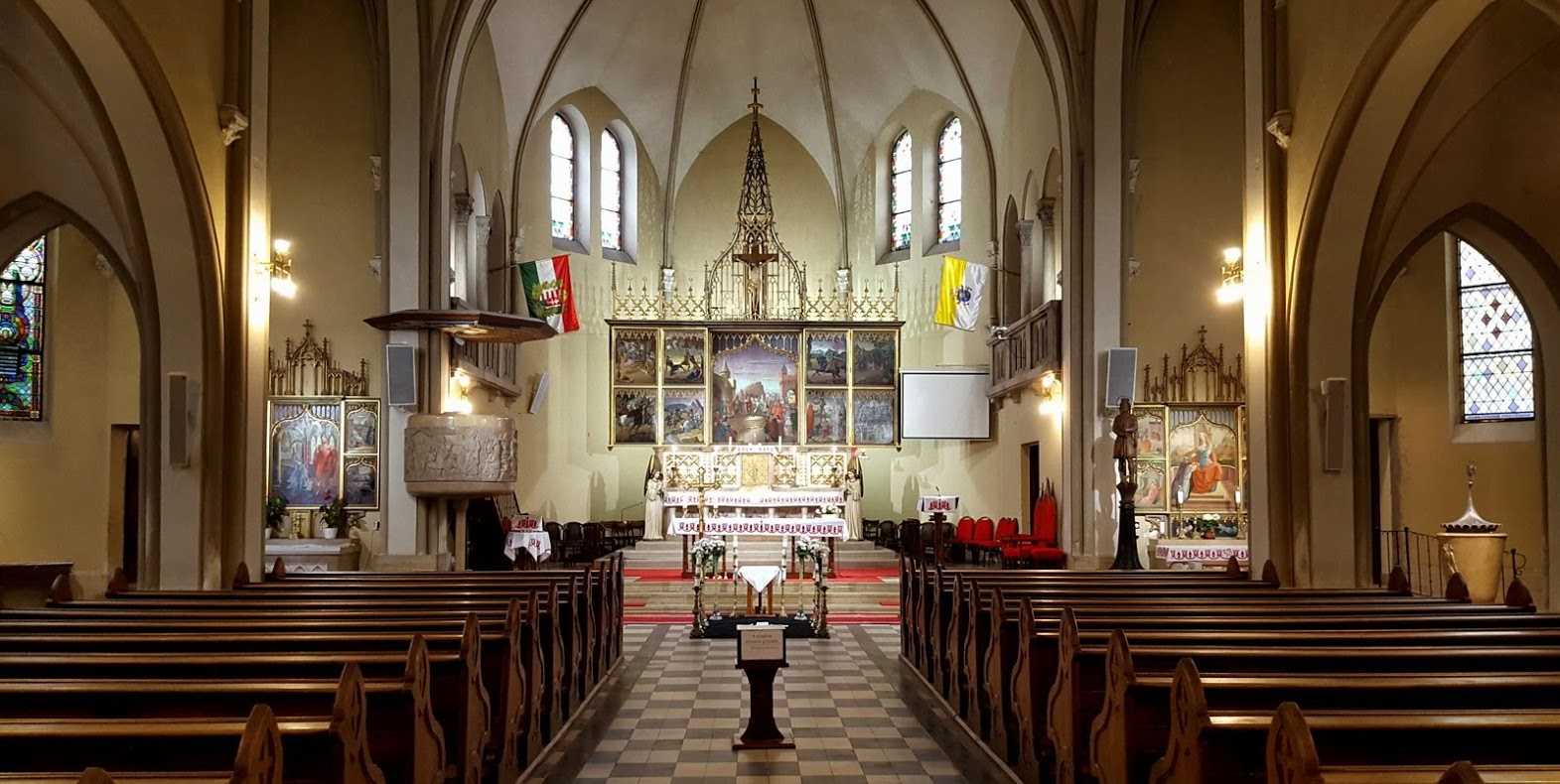
Belső tér
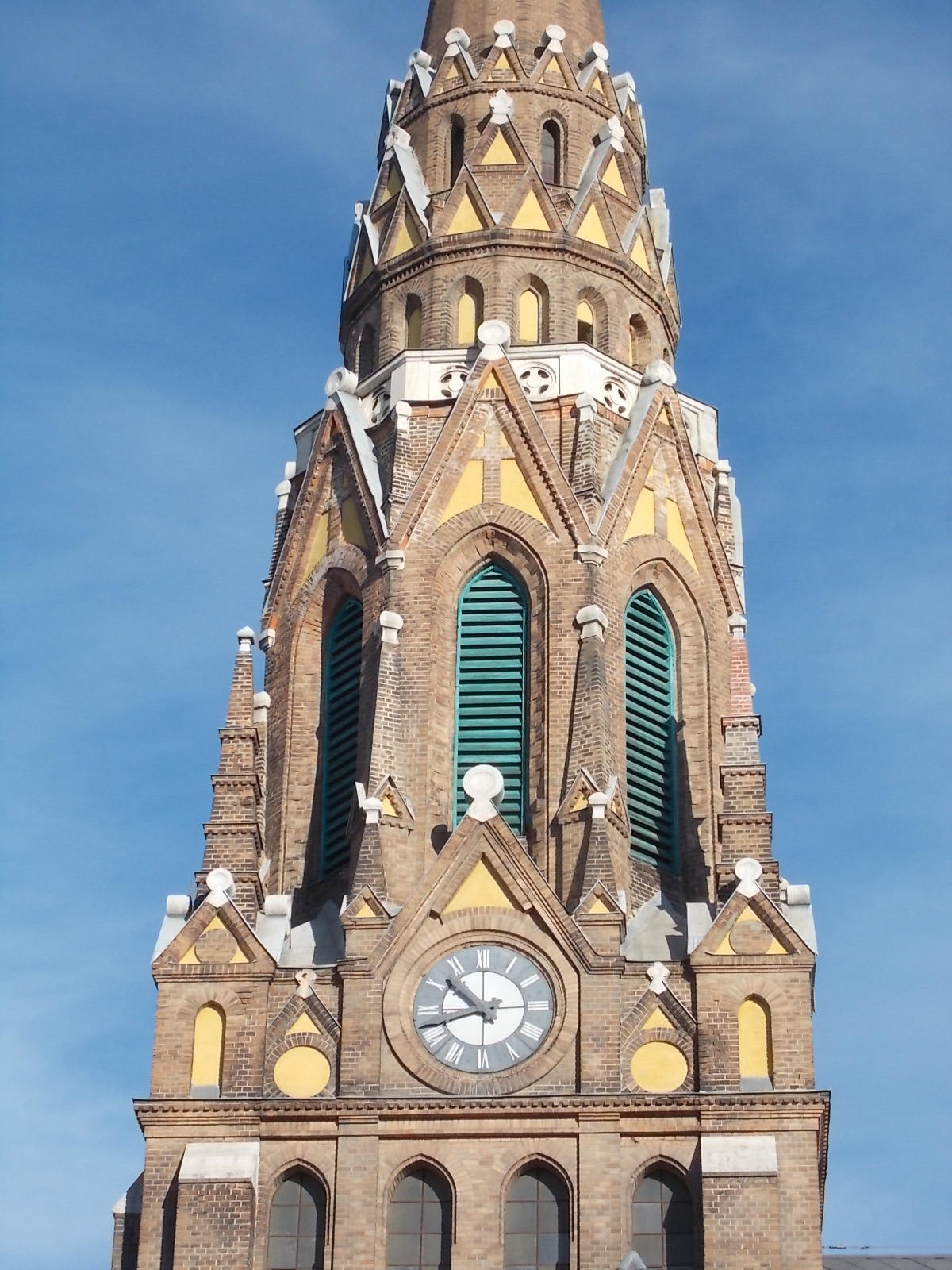
Toronyrészlet
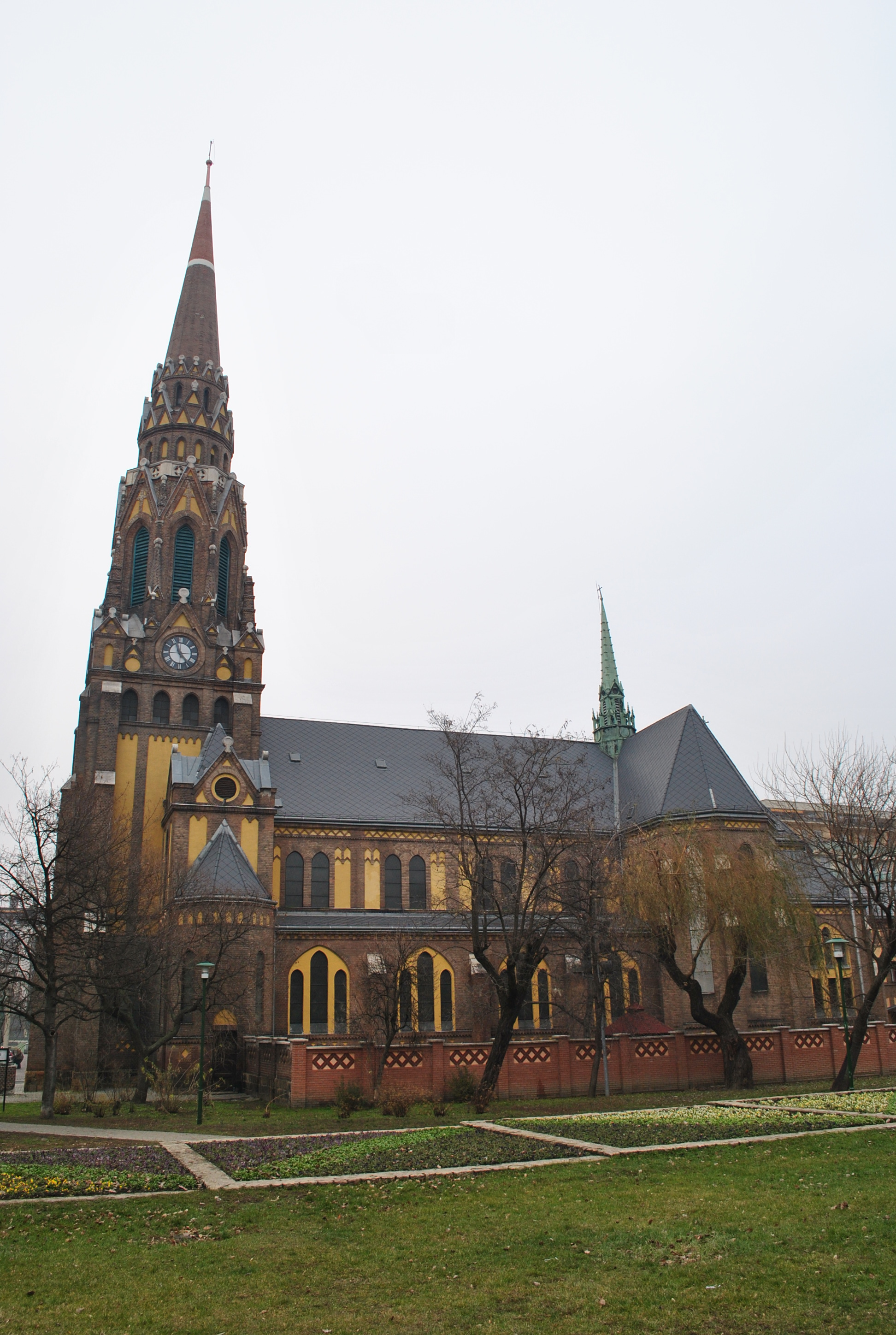
Az épület oldalról
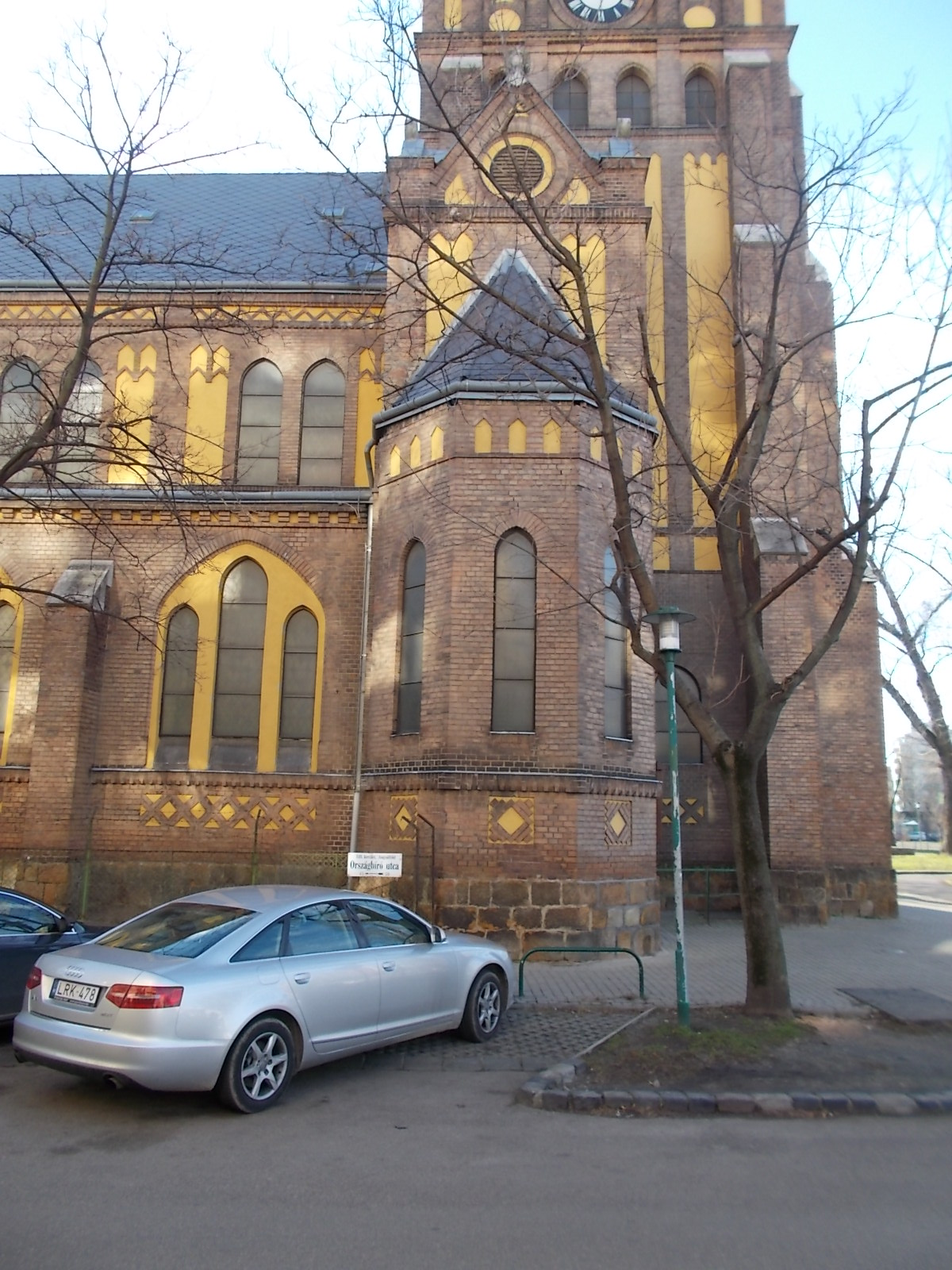
Az épület eleje oldalról (másik irány)
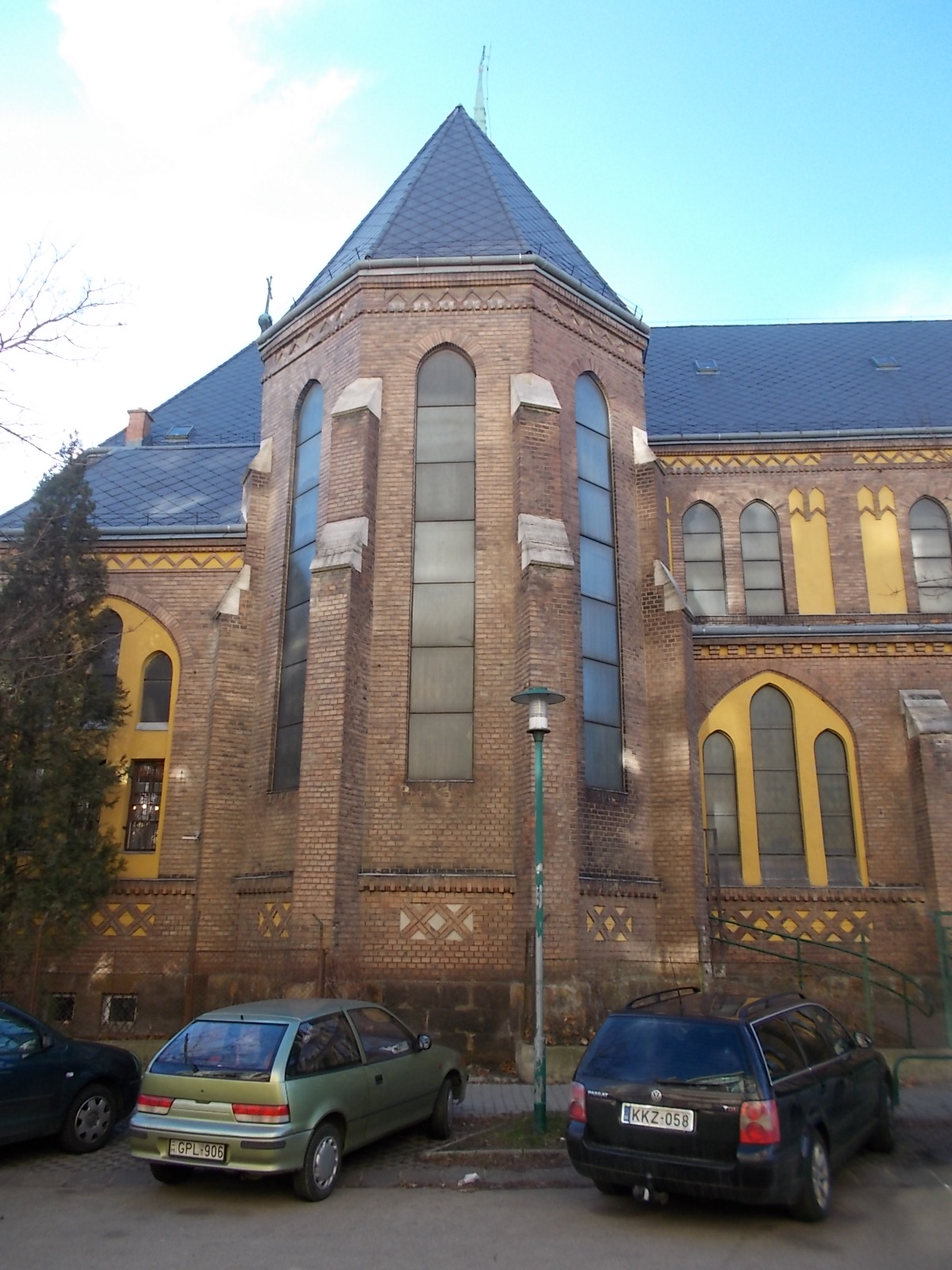
Kereszthajó
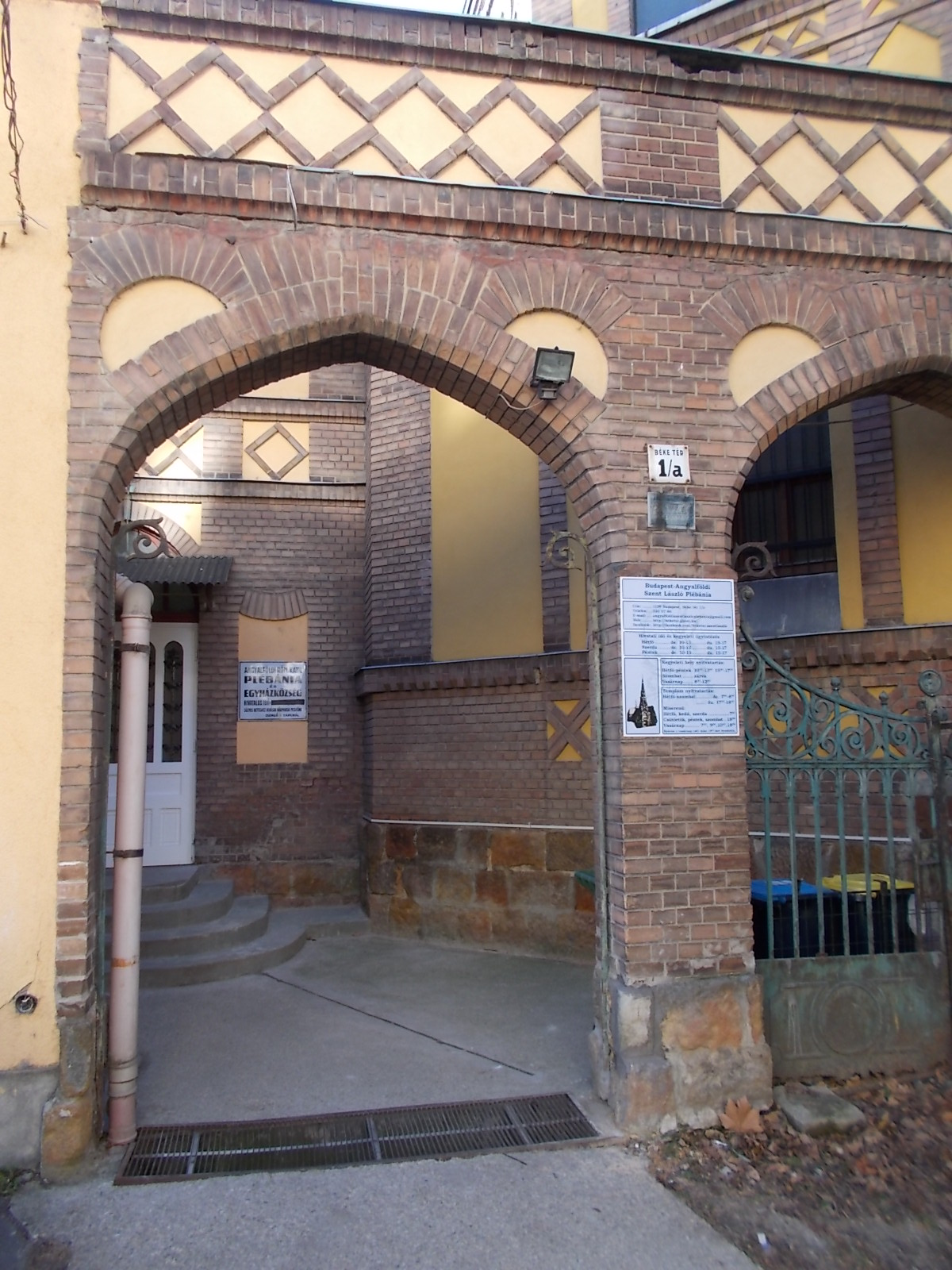
Bejárat a plébániához
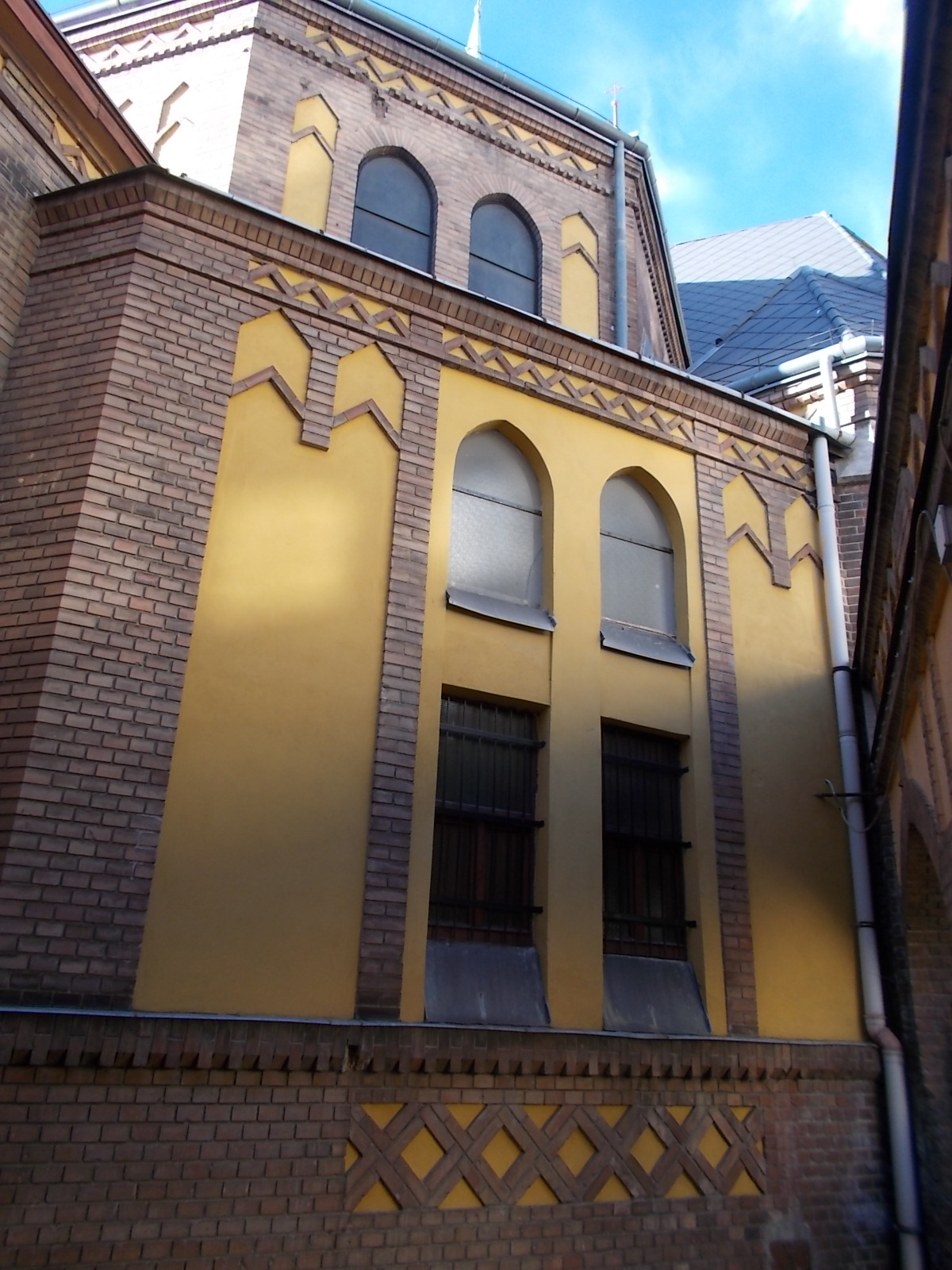
Díszítés
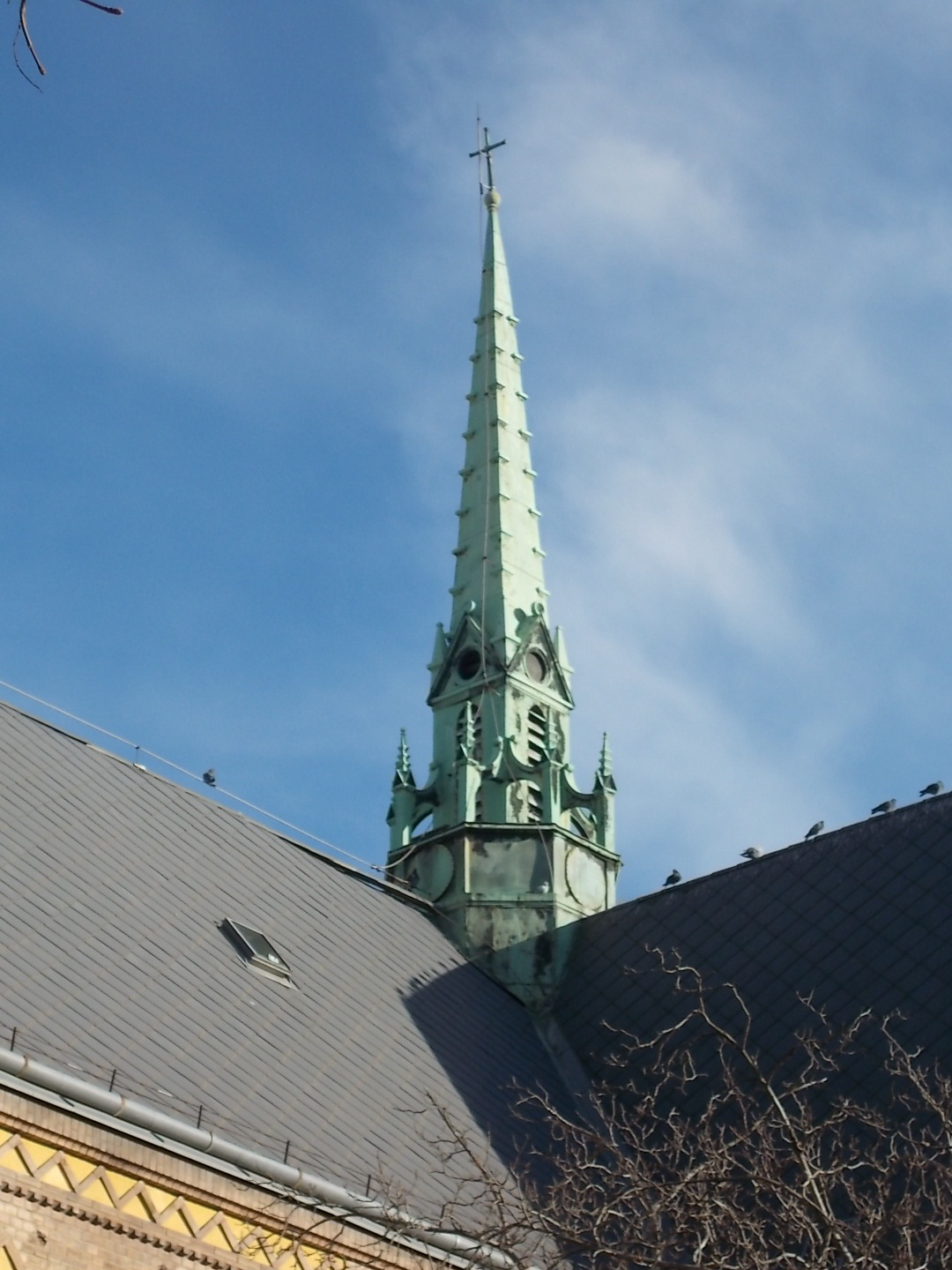
Huszártorony
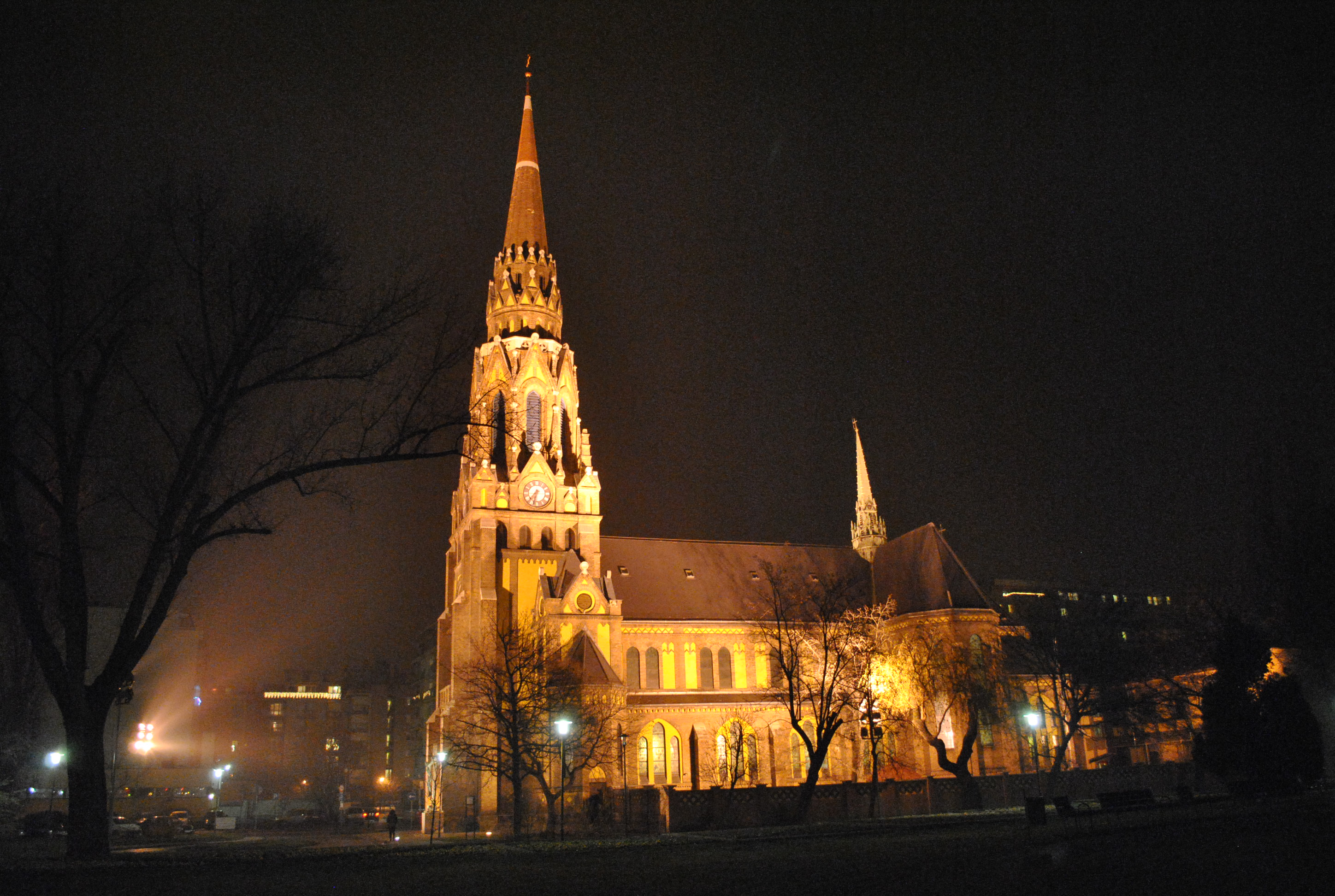
Éjszakai díszkivilágítás